# Ghia

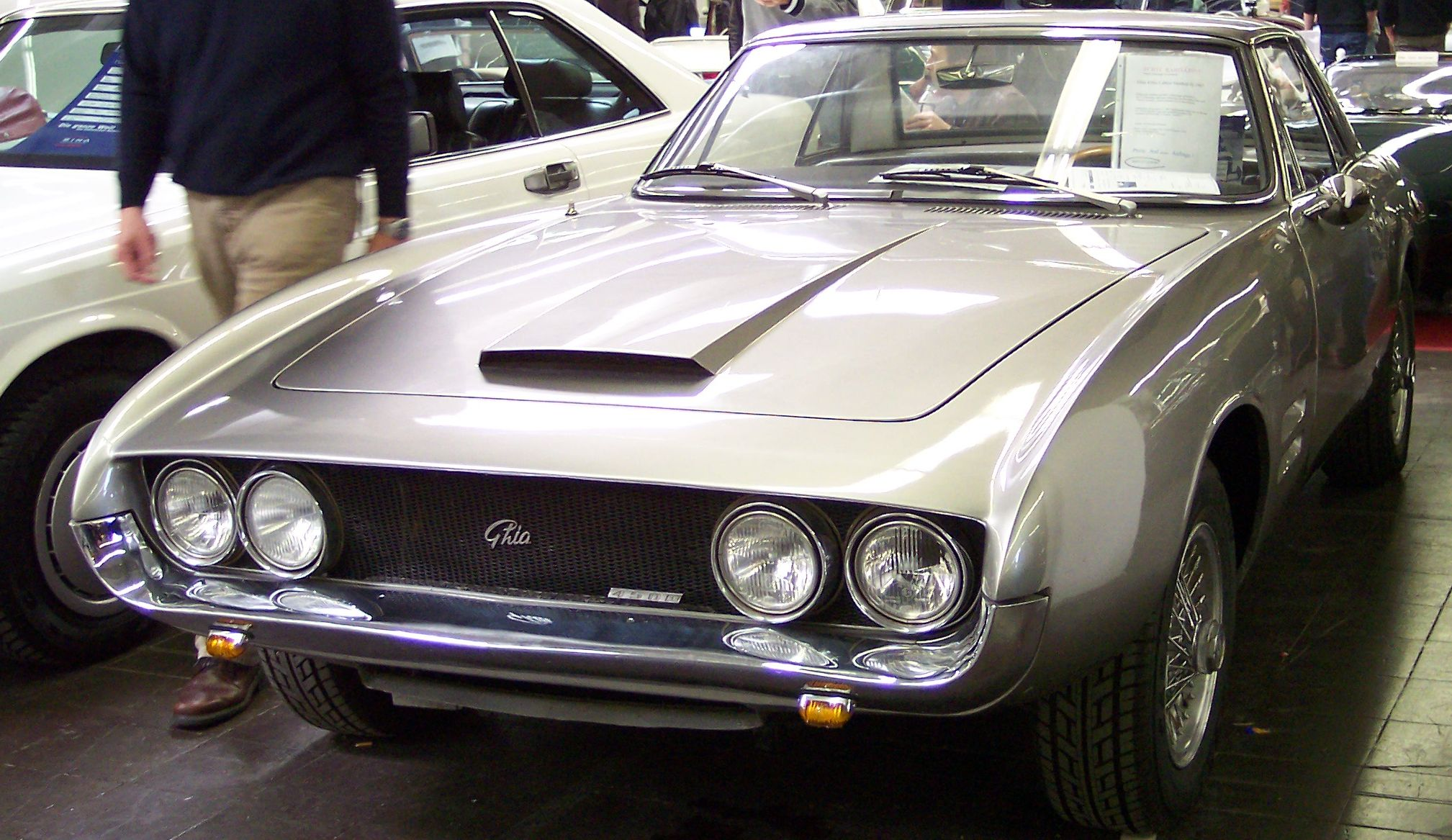
Ghia 450 - uno de los 56 construidos.

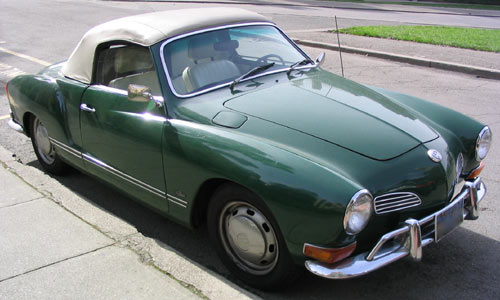
Volkswagen Karmann Ghia.

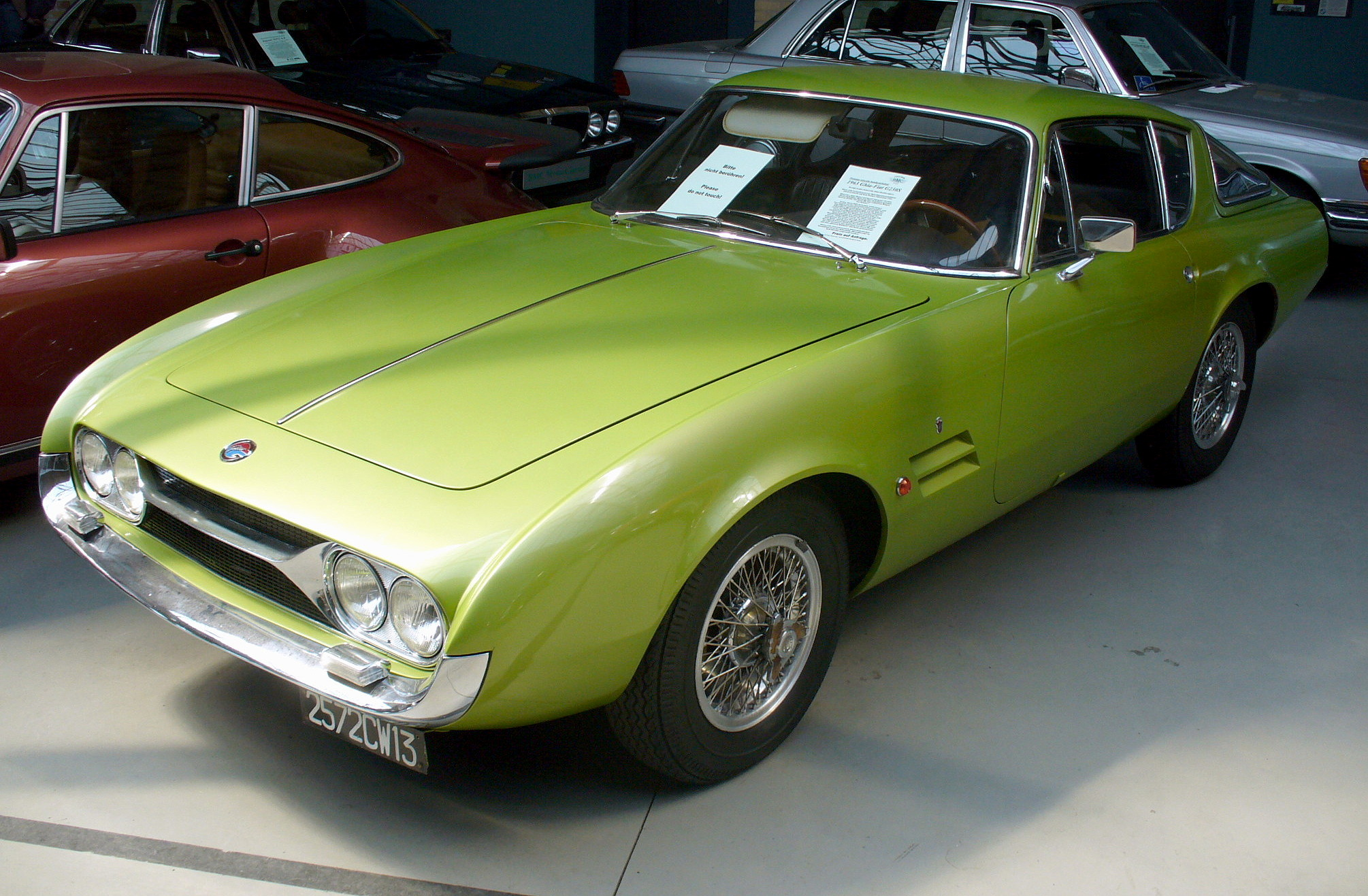
Ghia G 230 S basado en el Fiat 2300.

Carrozzeria Ghia SpA (fundada en 1915 en Turín) es una de las más famosas firmas italianas de diseño y consultoría de construcción, fundada por Giacinto Ghia y Gariglio como Carrozzeria Ghia & Gariglio, localizada en 4 Corso Valentino en Turín.
Desde 1973, Ghia se convirtió en el nombre de las líneas top de Ford en su rango de modelos de venta comercial. La tendencia empezó en Europa (Granada Ghia, Capri Ghia, Cortina Ghia, Escort Ghia, Fiesta Ghia, Topaz Ghia, luego los Sierra Ghia, Orion Ghia, Scorpio Ghia, Mondeo Ghia, Focus Ghia), en Argentina con el Taunus y Falcon Ghia y con los brasileños Ford Del Rey y Ford Versailles/Galaxy Ghia pero pronto se hizo a nivel mundial, particularmente en Estados Unidos, Suramérica y los mercados australianos.
A día de hoy, los estudios Ghia producen prototipos de automóviles bajo el logo de Ford.

## Automóviles de Ghia

### Vehículos comercializados
- Ghia L6.4 (1961-1963)[2]
- Ghia 1500 GT (1963–1966)
- Ghia 450 (1966–1967)

### Prototipos Ghia
- Ghia Brezza (1982)[3]